# Alburnett
Alburnett è una città degli Stati Uniti, situata nella Contea di Linn, nello Stato dell'Iowa.

## Geografia fisica
Le coordinate geografiche della città sono: 42°08′57″N 91°37′11″W (42.149167 -91.619722).  Alburnett ha una superficie di 2,2 km². Le città limitrofe sono: Center Point, Central City, Coggon, Hiawatha, Marion e Robins. Albunett è situata a 269 m s.l.m.

## Società

### Evoluzione demografica
Al censimento del 2000, Alburnett contava 559 abitanti e 199 famiglie. La densità di popolazione era di 254,09 abitanti per chilometro quadrato. Le unità abitative erano 207, con una media di 94,09 per chilometro quadrato. La composizione razziale contava il 99,28% di bianchi e lo 0,72% di altre razze. Gli ispanici e i latini erano lo 0,18% della popolazione residente.